# Elbeuf
Elbeuf is een gemeente in het Franse departement Seine-Maritime (regio Normandië). De plaats maakt deel uit van het arrondissement Rouen. Elbeuf telde op 1 januari 2022 15.774 inwoners.

## Etymologie
De naam Elbeuf is afkomstig van Wellebou, dat is samengesteld uit de Oudnoordse woorden wella ('water') en both ('nederzetting'). In de loop der tijd verdween de w uit de naam, waarna de naam zich verder ontwikkelde tot Elbeuf.

## Geschiedenis
Eind 10e eeuw ontstond op de plek van het huidige Elbeuf de Vikingnederzetting Wellebou. Aanvankelijk werd de plaats alleen gebruikt om te overwinteren, maar uiteindelijk werd het een nederzetting met een vaste bewoning.
Vanaf de 11e eeuw was Elbeuf een zogenaamde seigneurie, oftewel een heerlijkheid. Vanaf de 13e eeuw kwam de stad in het bezit van het geslacht Harcourt. In 1338 werd het een graafschap. Tijdens de Honderdjarige Oorlog was Elbeuf enige tijd bezet door de Engelsen, waarna het in bezit van het Huis Lotharingen en diens zijtak Huis Guise kwam. In 1554 kreeg René II de titel van markies. Zijn zoon Karel I ontving in 1582 de titel van hertog. In 1763 stierf de tak van het Huis Guise uit en ging de hertogtitel over naar de prins van Lambesc. Hij was uiteindelijk de laatste hertog van Elbeuf; hij stierf in 1825.
Vanaf 1514 ontwikkelde zich de eerste lakenindustrie langs de kleine rivier de Puchot. In 1667 bevorderde Jean-Baptiste Colbert de lakenindustrie met de oprichting van de Manufacture Royale de draps d’Elbeuf. Met de intrekking van het Edict van Nantes in 1685 verdwenen echter veel protestantse fabrikanten uit de stad; het duurde tot begin 19e eeuw voordat deze industrie zich weer herstelde. De textielindustrie werd gemechaniseerd: stoommachines deden hun intrede.
Tijdens de Frans-Duitse Oorlog werd Elbeuf in december 1870 door Duitse troepen bezet. Kort voor Kerstmis trokken de Duitsers zich terug en bliezen daarbij de brug over de Seine op. Na afloop van de oorlog werd de Elzas door Duitsland geannexeerd, waarna zo'n 4.000 inwoners uit die streek uitweken naar Elbeuf. Hierbij speelden vooral economische motieven een rol: de meesten van hen hadden gewerkt in de textielindustrie van Bischwiller en als gevolg van de Vrede van Frankfurt konden ze niet langer hun producten in Frankrijk verkopen.
In de Tweede Wereldoorlog liep Elbeuf grote schade op tijdens de bombardementen in 1944.
De traditionele textielindustrie kreeg het vanaf de jaren 50 zwaar te verduren door de productie van goedkoper synthetisch textiel. Nieuwe industrieën als de chemische industrie en de fabricage van auto's namen de oude rol van de textielindustrie in Elbeuf over.

## Geografie
De oppervlakte van Elbeuf bedroeg op 1 januari 2022 16,32 vierkante kilometer; de bevolkingsdichtheid was toen 966,5 inwoners per km². De plaats ligt aan de Seine.
De onderstaande kaart toont de ligging van Elbeuf met de belangrijkste infrastructuur en aangrenzende gemeenten.

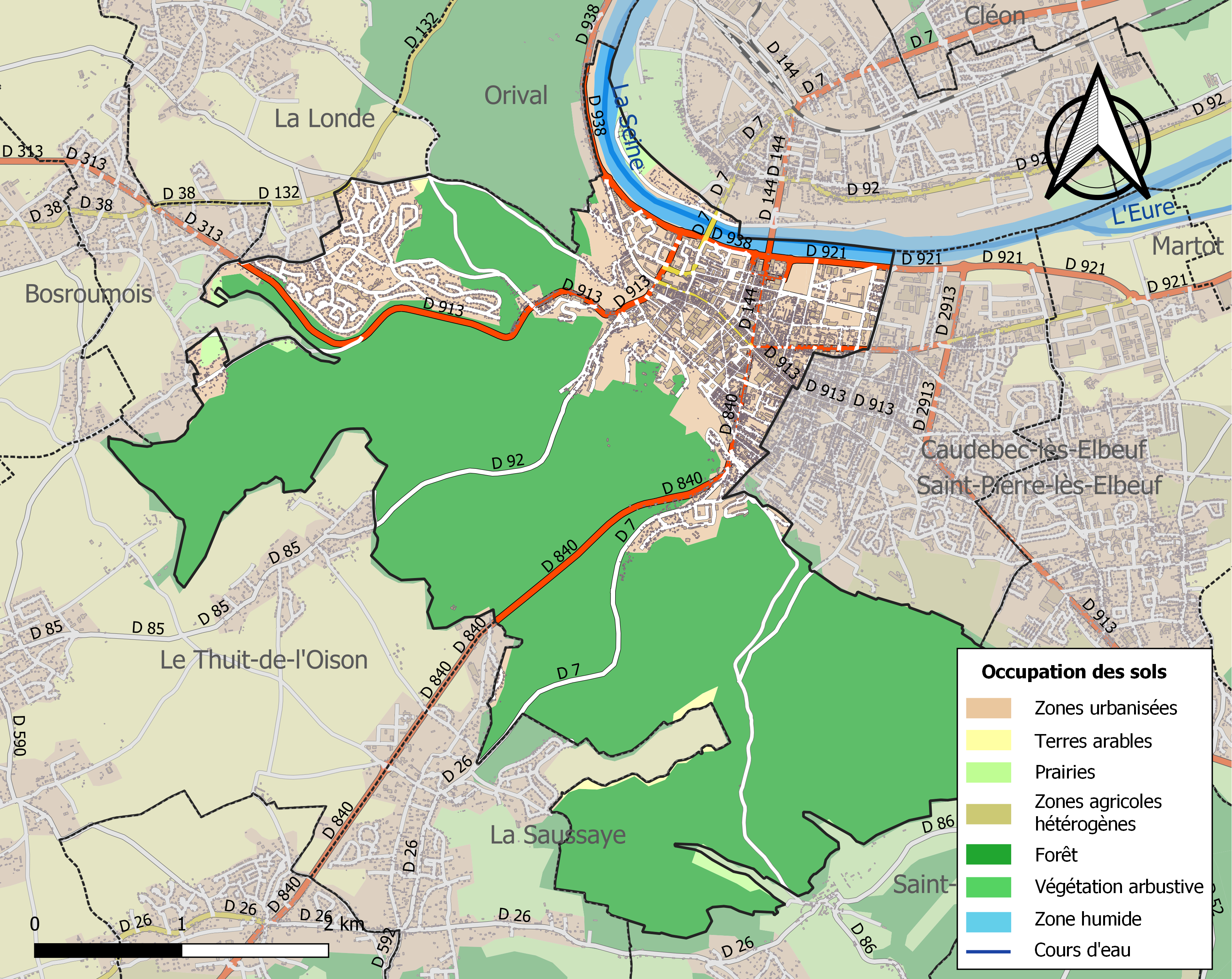

## Demografie
Onderstaande figuur toont het verloop van het inwonertal (bron: INSEE-tellingen).

## Bezienswaardigheden

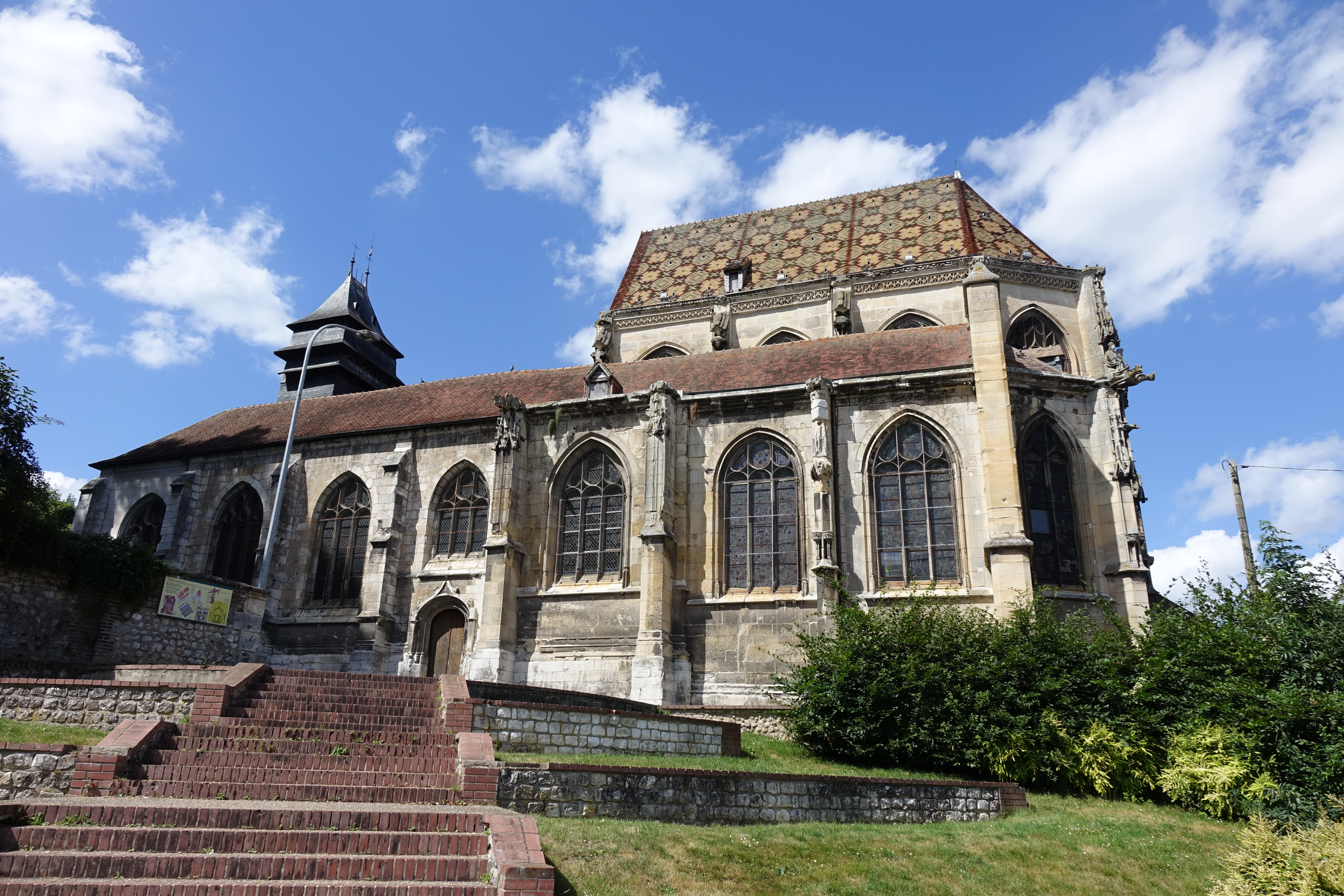
Kerk Saint-Étienne

In 2004 kreeg Elbeuf het label Ville d’art et d’histoire, vooral vanwege het industriële erfgoed.
- Musée de l'hôtel-de-ville (museum in het gemeentehuis)
- Kerk Saint-Jean (18e-19e eeuw)
- Kerk Saint-Étienne (15e-19e eeuw)
- 18e-eeuwse lakenfabrieken van Delarue, Clarenson en Charles Houiller

## Geboren
- André Maurois (1885-1967), schrijver en historicus
- Jan Reusens (1918-1991), Vlaams acteur
- Jean-Philippe Dojwa (1967), wielrenner
- Nicolas Pallois (1987), voetballer